# Muro: Nalet Olsun İçimdeki İnsan Sevgisine
Muro: Nalet Olsun İçimdeki İnsan Sevgisine es una película de comedia turca de 2008 dirigida por Zübeyr Şaşmaz y protagonizada por Mustafa Üstündağ y Şefik Onatoğlu. La película, que se estrenó en Turquía el 5 de diciembre de 2008, se convirtió en la tercera película turca más taquillera de 2008.
Es un spin-off de la serie Kurtlar Vadisi y está basado en la serie de televisión turca del mismo nombre, utilizando personajes de la serie Kurtlar Vadisi Pusu.

## Reparto
- Mustafa Üstündağ como Muro
- Şefik Onatoğlu como Çeto
- Eray Türk como Yıldırım
- Selim Erdoğan como Muzo
- Nataliya Bondarenko como Anna
- Daria Litvinova como Olga
- Evrim Alasya como Fidan
- Eva Maya como Natalie